# Offentlig auktion
Offentlig auktion avser en auktion som syftar till att säkra någons (en borgenärs) fordran. Det förekommer på flera ställen i svensk lag att egendom kan begäras såld på offentlig auktion. Ett exempel på detta är i 6 § samäganderättslagen, där det stadgas att varje delägare av samägd egendom har rätt att få egendomen utbjuden på offentlig auktion. Ett annat exempel härpå är panthavares rätt att bjuda ut pantsatt egendom på offentlig auktion i de fall pantsättaren inte betalar sin skuld. Numera sker offentliga auktioner inte sällan på internet där privata aktörer auktionerar ut egendomen på borgenärens vägnar. Exekutiv försäljning av utmätt egendom, vilket kronofogden bland annat har i uppgift, räknas dock också som en klassisk form av offentlig auktion.